# Liste der Monuments historiques in Ballancourt-sur-Essonne
Die Liste der Monuments historiques in Ballancourt-sur-Essonne führt die Monuments historiques in der französischen Gemeinde Ballancourt-sur-Essonne auf.

## Liste der Bauwerke
| Bezeichnung        | Beschreibung                            | Standort | Kennzeichnung | Schutzstatus | Datum | Bild           |
| ------------------ | --------------------------------------- | -------- | ------------- | ------------ | ----- | -------------- |
| Château du Saussay | Schloss vom Anfang des 17. Jahrhunderts | (Lage)   | PA00087811    | Inscrit      | 1951  | weitere Bilder |